# Tu cara me suena
Tu cara me suena és un programa de televisió espanyol d'èxit internacional emès per Antena 3. En ell, vuit famosos (deu en la tercera edició, encara que dos d'ells concursen com a parella) han de ser caracteritzats d'un artista i interpretar una de les seves cançons més conegudes, però no amb la seva pròpia veu, sinó imitant tan bé com sigui possible el cantant original del qual es tracti, tant en moviments com en veu. El programa va ser estrenat el 28 de setembre de 2011 i està presentat per Manel Fuentes.

## Mecànica del programa
Durant diverses gales (10 en la primera, 16 en la segona i 19 en la tercera), els participants hauran de demostrar que són els millors cantant i imitant a cantants reals que li són assignats de forma aleatòria després d'accionar en la gal·la anterior el famós polsador. Després de les seves actuacions, el jurat haurà de valorar els concursants seguint el format de votació eurovisiu, donant una puntuació diferent a cadascun (4, 5, 6, 7, 8, 9, 10 i 12, incloent els 11 punts en la tercera edició). A més, els concursants donaran 5 punts cadascun al company que consideri que ho ha fet millor.
Al final de cada gala s'obté el rànquing de puntuació, en què el concursant amb major puntuació podrà donar 3.000€ a l'organització benèfica que prefereixi. Els punts de la classificació setmanal s'aniran acumulant en una classificació general, que servirà per decidir els finalistes. A l'últim programa de la temporada es tria mitjançant televot el guanyador d'entre els finalistes resultants. Aquest rebrà 30.000€ que donarà de la mateixa manera que el premi menor de cada gala.

## Temporades
| Temporada | Temporada | Gales | Estrena                | Final                  | Guanyador        |
|           | 1         | 10    | 28 de setembre de 2011 | 30 de novembre de 2011 | Angy             |
|           | 2         | 16    | 1 d'octubre de 2012    | 11 de febrer de 2013   | Roko             |
|           | 3         | 19    | 24 d'octubre de 2013   | 20 de març de 2014     | Edurne           |
|           | 4         | 17    | 18 de setembre de 2015 | febrer de 2016         | Ruth Lorenzo     |
|           | 5         | 18    | 7 d'octubre de 2016    | 3 de març de 2017      | Blas Cantó       |
|           | 6         | 20    | 29 de setembre de 2017 | 2 de març de 2018      | Miquel Fernández |
|           | 7         | 15    | 28 de setembre de 2018 | 8 de febrer de 2019    | María Villalón   |
|           | 8         | 17    | 10 de gener de 2020    | 8 de gener de 2021     | Jorge González   |
|           | 9         | 15    | 5 de novembre de 2021  | 4 de març de 2022      | Agoney           |
|           | 10        | 16    | 24 de març de 2023     | 21 de juliol de 2023   | Miriam Rodríguez |
|           | 11        | 14    | 12 d'abril de 2024     | 19 de juliol de 2024   | David Bustamante |
|           | 12        |       | 4 d'abril de 2025      |                        |                  |
| Total     | Total     | 177   |                        |                        |                  |

## Equip

### Presentador
| Presentador   | Naixement           | Professió   | Durada       |
| ------------- | ------------------- | ----------- | ------------ |
| Manel Fuentes | 14 de gener de 1971 | Presentador | des del 2011 |

### Jurat
Les actuacions dels famosos concursants són valorades per un jurat professional compost habitualment per quatre persones, que de vegades es veu reforçat pels convidats del programa.
| Jurat                | Naixement             | Professió                                               | Durada                                     |
| -------------------- | --------------------- | ------------------------------------------------------- | ------------------------------------------ |
| Lolita Flores        | 6 de maig de 1958     | Cantant                                                 | des del 2015                               |
| Àngel Llàcer         | 16 de gener de 1974   | Director teatral i presentador de televisió             | des del 2011                               |
| Chenoa               | 25 de juny de 1975    | Cantant                                                 | des del 2016                               |
| Florentino Fernández | 9 de novembre de 1972 | Humorista, actor i presentador de televisió             | des del 2025                               |
| Anteriors            |                       |                                                         |                                            |
| Carolina Cerezuela   | 14 de gener de 1980   | Model i actriu                                          | 2011-2013                                  |
| Carolina Ferre       | 27 d'agost de 1974    | Presentadora de TV i concursant de la 1a edició de TCMS | 2012-2013 Substituta de Carolina Cerezuela |
| Mónica Naranjo       | 23 de maig de 1974    | Cantant                                                 | 2011-2014                                  |
| Marta Sánchez        | 8 de maig de 1966     | Cantant                                                 | 2013-2014                                  |
| Shaila Dúrcal        | 28 d'agost de 1979    | Cantant                                                 | 2015-2016                                  |
| Carlos Latre         | 30 de gener de 1979   | Humorista, actor i presentador de televisió             | 2011-2024                                  |

### Professors
Els concursants expliquen cada setmana amb l'ajuda d'un reduït equip de formació que els prepara per a l'actuació de cada gala.
| Professor        | Professió                                   | Durada       |
| ---------------- | ------------------------------------------- | ------------ |
| Àngel Llàcer     | Director teatral i presentador de televisió | des del 2011 |
| Miriam Benedited | Professora de ball                          | des del 2011 |
| Arnau Vila       | Professor de cant                           | des del 2011 |

## Tu cara me suena (2011)
- 28 de setembre de 2011 a 30 de novembre de 2011.

Aquesta és la primera edició d'aquest nou programa que Antena 3 engega. Un grup de 8 artistes imiten a cantants consagrats que els són assignats pel polsador, una màquina que tria a l'atzar l'artista que han d'imitar en la següent gal·la, excepte a la gal·la final, en la qual els finalistes poden escollir l'artista que desitgen imitar.

### Concursants
| Concursants         | Lloc de procedència | Edat    | Ocupació                                         | Gal·les guanyador/a | Gal·les perdedor/a | Informació                  |
| ------------------- | ------------------- | ------- | ------------------------------------------------ | ------------------- | ------------------ | --------------------------- |
| Angy Fernández      | Illes Balears       | 22 anys | Cantant i actriu, finalista de Factor X          | 1a, 4a i 10a        | Mai                | Guanyadora (39%)            |
| Santiago Segura     | Madrid              | 46 anys | Actor i director de cinema                       | 7a i 9a             | 1a i 5a            | 2n. Finalista (33%)         |
| Julio Iglesias, Jr. | Madrid              | 41 anys | Cantant, fill de Julio Iglesias                  | 8a                  | Mai                | 3r. Finalista (28%)         |
| Sylvia Pantoja      | Sevilla             | 44 anys | Cantant, cosina d'Isabel Pantoja i Chiquetete    | 2a                  | 7a                 | 4a Finalista (16%)          |
| Toñi Salazar        | Badajoz             | 51 anys | Cantant i vocalista d'Azucar Moreno              | 5a                  | 4a                 | 5a Classificada (364 punts) |
| Josema Yuste        | Madrid              | 58 anys | Actor i humorista, excomponent de Martes y Trece | 6a                  | 3a                 | 6º Classificat (361 punts)  |
| Carolina Ferre      | Cocentaina          | 38 anys | Periodista i presentadora de televisió           | Mai                 | 2a                 | 7a Classificada (357 punts) |
| Francisco           | Alcoi               | 55 anys | Cantant i bicampió del Festival de la OTI        | 3a                  | 6a, 8a i 9a        | 8º Classificat (319 punts)  |

## Tu cara me suena 2 (2012 - 2013)
- 1 d'octubre de 2012 a 11 de febrer de 2013.

Després del gran èxit de la primera edició Antena 3 va estrenar la segona edició de Tu cara me suena el mes d'octubre, amb nous famosos disposats a sorprendre amb les seves imitacions i mantenint els bons resultats d'audiència de la primera edició. Tot un èxit de nou per Antena 3.

### Concursants
| Concursants     | Lloc de procedència  | Edat    | Ocupació                                  | Gal·les guanyador/a | Gal·les perdedor/a            | Informació            |
| --------------- | -------------------- | ------- | ----------------------------------------- | ------------------- | ----------------------------- | --------------------- |
| Roko            | Alcalá la Real, Jaén | 23 anys | Cantant i actriu, finalista El Número Uno | 1a, 9a i 16a        | 12a                           | Guanyadora (54%)      |
| Daniel Diges    | Madrid               | 31 anys | Cantant                                   | 2a                  | Mai                           | 2n. Finalista (46%)   |
| Arturo Valls    | València             | 37 anys | Actor i presentador de televisió          | 6a, 13a             | 2a                            | 3r. Finalista (22%)   |
| María del Monte | Sevilla              | 50 anys | Cantant i presentadora                    | 3a, 10a i 12a       | 1a i 8a                       | 4a Classificada (22%) |
| Santiago Segura | Madrid               | 47 anys | Actor i director de cinema                | 8a i 11a            | 7º                            | 5º Classificat (21%)  |
| Anna Simon      | Barcelona            | 30 anys | Presentadora de televisió                 | 4a i 14a            | 13a                           | 6a Classificada (11%) |
| Ángeles Muñoz   | Madrid               | 37 anys | Cantant i integrant del grup Camela       | 7a                  | 1a, 5a i 11a                  | 7a Classificada (7%)  |
| Javier Herrero  | Madrid               | 52 anys | Cantant i integrant del grup Los Pecos    | 5a                  | 1a, 3a, 4a, 6a, 9a, 10a i 14a | 8º Classificat (5%)   |

## Tu cara me suena 3 (2013 - 2014)
- 24 d'octubre de 2013 a 20 de març de 2014.

Després del gran èxit de les dues primeres edicions, Antena 3 va confirmar que hi hauria una tercera edició de Tu cara me suena. Aquesta edició, presentada per Manuel Fuentes, s'estrenà l'octubre de 2013, en la qual participen nou famosos. En aquesta tercera edició de Tu cara me suena formen part del jurat la cantant espanyola Marta Sánchez, Mónica Naranjo, Carlos Latre i Àngel Llàcer. A més, en algunes de les gal·les, un jurat comodí (un famós/a relacionat/a amb el món de la música participarà en el programa). Pel que fa als concursants, Los Chunguitos participaran com un imitant duos musicals. Amb relació a la mecànica del programa també hi haurà gal·les temàtiques.

### Concursants
| Concursants          | Lloc de procedència | Edat         | Ocupació                                         | Gal·les guanyador/a | Gal·les perdedor/a                           | Informació |
| -------------------- | ------------------- | ------------ | ------------------------------------------------ | ------------------- | -------------------------------------------- | ---------- |
| Ángela Carrasco      | Manzanillo          | 64 anys      | Actriu i cantant                                 | 4a                  | 3a, 8a i 17a                                 |            |
| Edurne               | Madrid              | 28 anys      | Cantant i actriu, finalista d'Operación Triunfo. | 1a, 12a i 13a       |                                              |            |
| Florentino Fernández | Madrid              | 41 anys      | Humorista,actor i presentador de televisió       | 5a i 15a            |                                              |            |
| José Manuel Soto     | Sevilla             | 52 anys      | Cantant                                          | 6a                  | 10a                                          |            |
| Los Chunguitos       | Badajoz             | 58 i 55 anys | Duo musical i familiars del grup Azucar Moreno   | 8a                  | 1a, 4a, 5a, 7a, 9a, 10a, 11a, 12a, 13a i 14a |            |
| Llum Barrera         | Alcúdia             | 45 anys      | Actriu, periodista i còmica                      | 2a i 9a             |                                              |            |
| Melody               | Dos Hermanas        | 23 anys      | Cantant                                          | 3a, 14a i 16a       |                                              |            |
| Santi Rodríguez      | Jaén                | 48 anys      | Actor i còmic                                    | 10a i 17a           | 6a, 7a i 16a                                 |            |
| Xuso Jones           | Múrcia              | 24 anys      | Cantant i teloner de Justin Bieber a Espanya     | 7a i 11a            | 2a i 15a                                     |            |

## Tu cara me suena mini (2014)
És el mateix programa amb nens i nenes entre 6 i 13 anys. Tots passant per un càsting de 4000 nens. Presentat per Manel Fuentes es va emetre a la cadena antena 3 cada dijous a les 22:30 hores des de l'11 de setembre del 2014. Hi va haver 9 gales, una semifinal i una final.
Cada concursant, nens i nenes, té un famós adult que és la seva parella. Aquest l'ajudarà a les actuacions, cantarà amb ell/ella i l'ajudarà a preparar-se el personatge. Al final de cada programa, excepte a la primera gala que passarà al principi; els concursants van al polsador que, com ja diu el nom, és un polsador que quan el premen els apareix a la pantalla de davant el personatge que hauran d'imitar la setmana següent. La idea principal és que el nen imiti, juntament amb la seva parella, un cantant famós o un dibuix animat.
Durant una setmana cada concursant haurà de preparar-se el personatge i la posada en escena. Amb l'ajuda de l'Àngel Llàcer, actor, presentador de televisió i professor d'art dramàtic, que els ajudarà amb el tema de la imitació, amb l'ajuda d'Arnau Vila, professor de cant, que els ajudarà amb el tema de la veu, amb l'ajut de la Miriam Benedited, professora de ball, que els ajudarà amb l'expressió i el ball i amb l'ajut de cada parella que els donarà uns trucs per fer-ho millor cada participant anirà preparant i millorant fins al dia de l'actuació.
El jurat, estava comprès per 3 membres: Àngel Llàcer, actor, presentador de televisió i professor d'art dramàtic, Mónica Naranjo, cantant catalana, i Carlos Latre, actor còmic i doblatge valencià. En aquesta edició la cantant Marta Sánchez no apareix, per tema de feina.
Cada membre del jurat tenia per repartir una puntuació del 5 al 12. A cada concursant li donen un nombre. A més, quan cada membre del jurat acaba de repartir la puntuació, cada nen i nena li ha de donar 5 punts a una altra parella de concursants que li hagi agradat més. Els punts s'aniran acumulant fins a la final, on es veurà segons els punts, el guanyador.
A cada gala convidearen a un famós, majoritàriament cantants o actors, amb algun familiar seu com el seu fill o filla, el seu nebot o neboda, també pot anar-hi sol o sola. Aquests actuen imitant també a un cantant. Des de la primera gala han anat: Max Fuentes (fill del Manel Fuentes, presentador del programa), Henry Méndez i Mark Méndez (cantant, fill de Henry), Raúl Río (cantant), Ángeles Muñoz (cantant), Dioni Martín (cantant), Ruth Lorenzo i Rebecca (cantant i la seva neboda), Paula Rojo (cantant), Luis Larrodera i Marina Larrodera (Presentador de televisió i actor, amb la seva filla), Pablo Carbonell i Mafalda Carbonell (actor i humorista i la seva filla), Lucía Gil (cantant i actora). Han fet actuacions imitant a Bruno Mars, Sia, Hombres G, Selena Gomez entre d'altres.

### Audiències
| Edició                                | Data | Cadena   | Espectadors | Share | Final             |
| ------------------------------------- | ---- | -------- | ----------- | ----- | ----------------- |
| Tu cara me suena mini: Primera edició | 2014 | Antena 3 | 2 128 000   | 15,3% | 2 104 000 (14,0%) |

### Especials
| Característiques del Programa                     | Data       | Espectadors | Share |
| ------------------------------------------------- | ---------- | ----------- | ----- |
| Tu cara me suena mini: Los castings               | 18/09/2014 | 562.000     | 10,9% |
| Tu cara me suena mini: Tu cara me suena mucho más | 24/12/2014 | 898.000     | 10,2% |

## Tu cara me suena 4 (2015 - 2016)
Després d'un llarg paréntesis d'abséncia el reality d'Antena 3 confirma que la cuarta temporada del programa començarà al setembre de 2015 amb nou escenari i amb dos incorporacions noves al jurat: Dos cantants herederes de 2 famílies d'artistes com són Lolita Flores i Shaila Durcal.

### Concursants
| Concursants      | Lloc de procedència      | Edat    | Ocupació                                        | Gal·les guanyador/a | Gal·les perdedor/a | Informació |
| ---------------- | ------------------------ | ------- | ----------------------------------------------- | ------------------- | ------------------ | ---------- |
| Adrián Rodríguez | Cornellà de Llobregat    | 27 anys | Actor                                           | 13a                 |                    |            |
| Ana Morgade      | Madrid                   | 36 anys | Actriu i humorista                              | 12a                 |                    |            |
| Edu Soto         | Mataró                   | 37 anys | Actor i humorista                               | 2a,6a,11a           |                    |            |
| El Sevilla       | San Juan de Aznalfarache | 45 anys | Cantant del grup Mojinos Escozíos               | 9a                  | 1a,2a,11a,13a      |            |
| Falete           | Sevilla                  | 37 anys | Cantant                                         | 3a                  | 4a,7a,8a,9a        |            |
| Pablo Puyol      | Màlaga                   | 39 anys | Actor,Ballarí i Cantant                         | 4a,8a,14a           | 12a                |            |
| Ruth Lorenzo     | Las Torres de Cotillas   | 33 anys | Cantant,representant d'Espanya a Eurovisió 2014 | 1a,5a,10a           | 3a,11a             |            |
| Silvia Abril     | Mataró                   | 44 anys | Actriu i humorista                              | 7a                  | 3a,9a,11a,13a      |            |
| Vicky Larraz     | Madrid                   | 33 anys | Excantant del grup Olé Olé                      |                     | 5a,6a,10a,14a      |            |

## Tu cara me suena 5 (2016 - 2017)
- 7 d'octubre de 2016 - 3 març de 2017.

Després de la gran audiència recollida en la quarta edició, Antena 3 va confirmar una cinquena temporada. El dia 5 de febrer de 2016 es va celebrar una gala especial anomenada "Escoge al primero: Tu cara me suena 5", a la qual l'audiència va poder triar al primer concursant de la propera edició. D'aquesta manera seria la primera vegada que en el format d'Antena 3 es fa aquest sistema, fer que l'audiència triï a qui vol veure. La guanyadora d'aquesta gala va ser Lorena Gómez.
| Concursants     | Concursants | Edat                                          | Ocupació                 | Resultats |
| --------------- | ----------- | --------------------------------------------- | ------------------------ | --------- |
| Blas Cantó      | 25          | Cantant, exintegrant d'Auryn                  | Guanyador (55 %)         |           |
| Rosa López      | 36          | Cantant, guanyadora d' Operación Triunfo 2001 | Segona finalista (31 %)  |           |
| Lorena Gómez    | 30          | Cantant, guanyadora d'Operación Triunfo 2006  | Tercera finalista (14 %) |           |
| Beatriz Luengo  | 34          | Cantant i actriu                              | Quarta finalista (7 %)   |           |
| Canco Rodríguez | 39          | Actor                                         | Cinquè finalista (3 %)   |           |
| Esther Arroyo   | 48          | Actriu, model i presentadora de TV            | Sisena classificada      |           |
| Juan Muñoz      | 51          | Actor i humorista, exintegrant de Cruz y Raya | Setè classificat         |           |
| David Guapo     | 36          | Humorista i monologuista                      | Vuitè classificat        |           |
| Yolanda Ramos   | 47          | Humorista, actriu i presentadora de TV        | Novena classificada      |           |

## Tu cara me suena 6 (2017- 2018)
- 29 de setembre de 2017 - 2 de març de 2018

| Concursants              | Concursants | Edat                                         | Ocupació                  | Resultats |
| ------------------------ | ----------- | -------------------------------------------- | ------------------------- | --------- |
| Miquel Fernández         | 45          | Actor                                        | Guanyador (46 %)          |           |
| Lucía Gil                | 26          | Cantant i actriu                             | Segona finalista (28 %)   |           |
| Fran Dieli               | 44          | Cantant, guanyadora d'Operación Triunfo 2005 | Tercer finalista (26 %)   |           |
| Diana Navarro            | 47          | Cantant                                      | Quarta finalista (15 %)   |           |
| Raúl Pérez               | 48          | Imitador i humorista                         | Cinquè finalista (6 %)    |           |
| Pepa Aniorte             | 52          | Actriu                                       | Sisena classificada (3 %) |           |
| Lucía Jiménez            | 46          | Actriu                                       | Setena classificada       |           |
| La Terremoto de Alcorcón | 47          | Cantant i actriu                             | Vuitena classificada      |           |
| David Amor               | 45          | Actor i humorista                            | Novè classificat          |           |

## Audiències

### Tu cara me suena: Edicions
| Edició                            | Data      | Cadena   | Espectadors | Quota de pantalla | Gran final        |
| --------------------------------- | --------- | -------- | ----------- | ----------------- | ----------------- |
| Tu cara me suena: Primera edició  | 2011      | Antena 3 | 2 915 000   | 18,9%             | 3 914 000 (25,9%) |
| Tu cara me suena: Segona edició   | 2012-2013 | Antena 3 | 3 355 000   | 22,0%             | 4 048 000 (26,1%) |
| Tu cara me suena: Tercera edició  | 2013-2014 | Antena 3 | 2 809 000   | 19,9%             | 3 386 000 (24,6%) |
| Tu cara me suena: Quarta edición  | 2015-2016 | Antena 3 | 3 215 000   | 22,3%             | 3 807 000 (25,7%) |
| Tu cara me suena: Cinquena edició | 2016-2017 | Antena 3 | 3 288 000   | 23,6%             | 4 012 000 (28,8%) |
| Tu cara me suena: Sisena edició   | 2017-2018 | Antena 3 | 2 198 000   | 16,9%             | 2 720 000 (20,3%) |
| Tu cara me suena: Setena edició   | 2018-2019 | Antena 3 | 2 610 000   | 20,2%             | 3 136 000 (23,3%) |
| Tu cara me suena: Vuitena edició  | 2020-2021 | Antena 3 | 2 547 000   | 19,0%             | 3 341 000 (24,6%) |
| Tu cara me suena: Novena edició   | 2021-2022 | Antena 3 | 2 370 000   | 21,0%             | 2 737 000 (25,4%) |
| Tu cara me suena: Desena edició   | 2023      | Antena 3 | 1 794 000   | 19,1%             | 1 894 000 (23,4%) |
| Tu cara me suena: Onzena edició   | 2024      | Antena 3 | 1 673 000   | 19,6%             | 1 533 000 (21,4%) |
| Tu cara me suena: Dotzena edició  | 2025      | Antena 3 |             |                   |                   |